# Zograf
Zograf (řecky: Ζωγράφου, bulharsky: Зографски манастир) je pravoslavný klášter (monastýr) v Řecku, jeden z dvaceti klášterů na hoře Athos. V tradiční hierarchii athoských klášterů je na 10. místě.

## Dějiny
Založen byl dle některých zdrojů roku 919, nejstarší písemná zmínka pochází z roku 980. Měl být založen Bulhary Mojžíšem, Áronem a Janem z Ochridu. Dodnes je považován za bulharský klášter, obývají ho především příslušníci bulharské pravoslavné církve. Během středověku byl klášter štědře podporován bulharskými panovníky, jako byli Ivan Asen II. a Ivan Alexandr, protože pro bulharskou církev bylo věcí prestiže udržovat klášter na Athosu. Klášter obdržel pozemkové dary také od byzantských vládců (prvním dárcem byl Leon VI. Moudrý). Ale vztahy s byzancí vždy ideální nebyly. V roce 1275 byl klášter na příkaz byzantského císaře Michaela VIII. Palaiologa vypleněn a vypálen křižáky. 26 mnichů přitom zahynulo. Jejich mučednická smrt je připomínána každoročně 10. října (23. října podle gregoriánského kalendáře) v celé pravoslavné církvi. Důvodem křižáckého útoku byl odpor mnichů vůči druhému lyonskému koncilu, který načas obnovil jednotu západní a východní církve. I ve 14. století klášter a celý Athos trpěl útoky různých žoldnéřů a pirátů, ze 300 klášterů na Athosu na počátku 14. století jich do jeho konce zbylo pouze 35. Zograf se však rychle zotavil díky darům Palaiologů a vládců Moldavského a Valašského knížectví. Klášter dostal také četné pozemky v Rumunsku, Bulharsku, Rusku a dnešním Turecku, ale dnes si ponechává pouze ty v Řecku. Klášter existuje v moderní podobě od 16. století, jeho dnešní budovy pocházejí z poloviny 18. století. Jižní křídlo bylo postaveno v roce 1750, východní v roce 1758, malý kostel byl postaven v roce 1764 a velký v roce 1801. Severní a západní křídlo je z druhé poloviny 19. století a rozsáhlá výstavba skončila v roce 1896 otevřením kostela sv. Cyrila a Metoděje a zvýšením zvonice. Dnes žije v klášteře 15 mnichů.

## Vzácnosti
Vzácností kláštera je ikona svatého Jiří, o níž se věří, že vznikla sama od sebe, bez dotyku lidských rukou. Podle desky (zograf), na níž se měla ikona zázračně sama namalovat je klášter také pojmenován. V klášterní knihovně se nacházejí písemné památky zásadního významu pro bulharskou kulturu, například originál rukopisu Istorije Slavjanobolgarskej Paisije Chilendarského. Knihovna obsahuje 388 rukopisů v církevní slovanštině a 126 v řečtině a celkem asi 10 000 tištěných knih. Byly v ní objeveny i dvě středověké bulharské královské listiny, Zografská a Rilská listina. Klášter a jeho pečeť jsou také vyobrazeny na líci bulharské bankovky v hodnotě 2 leva.